# Кремницка планина
Кремницка планина (на словашки: Kremnické pohoři) е ниска планина в Западните Карпати, разположена в централната част на Словакия. Простира се от северозапад на югоизток на протежение около 30 km. Максимална височина връх Флохова (1317 m), издигащ се в северната ѝ част. На юг чрез ниска (около 600 m) седловина се свързва с планината Втачник, а на север чрез по-висока (около 900 m) седловина – с масива Голяма Фатра. Изградена е предимно от андезити и вулканични туфи. На юг и югоизток текат къси реки десни притоци на Хрон, а по северозападните – леви притоци на Вах, като най-голяма е рака Турец. Почти цялостно планината е покрита с дъбови, букови и смесени (смърч, ела и др.) гори. В югоизточните ѝ подножия са разположени градовете Банска Бистрица и Кремница, а по северозападните – Гандолова, Горна Щубня и Турчянске Теплице.